# Gilmar Rinaldi
Gilmar Luís Rinaldi (født 13. januar 1959 i Rio Grande do Sul, Brasilien) er en tidligere brasiliansk fodboldspiller (målmand).
Han spillede for Internacional, São Paulo og Flamengo i hjemlandet samt japanske Cerezo Osaka. Han vandt med alle sine tre brasilianske klubber statsmesterskaber.

## Landshold
Gilmar spillede desuden ti kampe for Brasiliens landshold. Han var med på holdet der vandt guld ved VM i 1994 i USA. Han var dog ikke på banen i turneringen, hvor han var reserve for førstevalget Cláudio Taffarel. Han var også med til at vinde sølv ved OL i 1984 i Los Angeles.